# Francisco Delgado Melo
Francisco Delgado Melo (Plasencia, 1943. november 13. –) válogatott spanyol labdarúgó, hátvéd.

## Pályafutása

### Klubcsapatban
1963–64-ben a Béjar Industrial, 1964 és 1968 között a Real Valladolid, 1968 és 1976 között az Atlético Madrid labdarúgója volt. Az Atléticóval két-két spanyol bajnoki címet és kupagyőzelmet ért el. Tagja volt az 1973–74-es idényben BEK-döntős együttesnek.

### A válogatottban
1970-ben két alkalommal szerepelt a spanyol válogatottban.

## Sikerei, díjai
Atlético Madrid
- Spanyol bajnokság (La Liga)
  - bajnok (2): 1969–70, 1972–73
- Spanyol kupa (Copa del Generalísimo)
  - győztes (2): 1972, 1976
- Bajnokcsapatok Európa-kupája (BEK)
  - döntős: 1973–74
- Interkontinentális kupa
  - győztes: 1974

## Statisztika

### Mérkőzései a spanyol válogatottban
| Spanyolország | Spanyolország     | Spanyolország                          | Spanyolország | Spanyolország | Spanyolország | Spanyolország | Spanyolország | Spanyolország |
| #             | Dátum             | Helyszín                               | Hazai         | Eredmény      | Vendég        | Kiírás        | Gólok         | Esemény       |
| ------------- | ----------------- | -------------------------------------- | ------------- | ------------- | ------------- | ------------- | ------------- | ------------- |
| 1.            | 1970. február 11. | Sevilla, Estadio Ramón Sánchez-Pizjuán | Spanyolország | 2 – 0         | NSZK          | barátságos    | -             | 85'           |
| 2.            | 1970. október 28. | Zaragoza, Estadio La Romareda          | Spanyolország | 2 – 1         | Görögország   | barátságos    | -             |               |
|               | Összesen          |                                        |               | 2             | mérkőzés      |               | 0             | gól           |